# داني مان
داني مان (بالإنجليزية: Danny Mann) هو مغني وكاتب سيناريو وممثل أمريكي، ولد في 28 يوليو 1951 في الولايات المتحدة.

## أعمال

### أفلام
- (1988) أوليفر وشركاه[1][2][3][4]
- (1995) بوكاهونتاس[5][6][7][8]
- (1995) بيبي[9]
- (1999) بارتوك العظيم
- (2000) حياة الإمبراطور الجديدة[10][11][12]
- (2003)  باك إن أكشن[13]
- (2009) موسم صيد 2
- (2015) المينيون[14][15]

### مسلسلات
- مخيم الكشافة

## وصلات خارجية
- داني مان على موقع IMDb (الإنجليزية)
- داني مان على موقع ألو سيني (الفرنسية)
- داني مان على موقع أول موفي (الإنجليزية)
- داني مان على موقع قاعدة بيانات الأفلام السويدية (السويدية)
- داني مان على موقع قاعدة بيانات الفيلم (الإنجليزية)
- داني مان على موقع كينوبويسك (الروسية)